# Бодарт, Ойген
Ойген Бодарт (нем. Eugen Bodart; 8 октября 1905, Кассель — 13 октября 1981, Фюрстенфельдбрук) — немецкий дирижёр и композитор.

## Биография
С 1922 по 1925 год учился в Лейпцигской консерватории, посещал мастер-классы Ганса Пфицнера, также был учеником Эмиля фон Резничека.
С 1926 по 1929 год заведовал музыкальными и литературными программами на радиостанции Südwestrundfunk Frankfurt-Kassel в Касселе. 1 августа 1932 года вступил в НСДАП (билет № 1 626 476). В 1933—1935 гг. второй дирижёр и корепетитор Веймарской оперы, в 1935—1939 гг. работал в Кёльне, затем до 1943 г. генеральмузикдиректор Альтенбурга. В 1943 г. короткое время возглавлял Мангеймский национальный театр перед тем, как он был уничтожен бомбардировкой.
После Второй мировой войны в большей степени работал как приглашённый дирижёр. В 1952 г. основал Курпфальцский камерный оркестр и возглавлял его до 1955 г., занимаясь в первую очередь воссозданием сочинений композиторов Мангеймской школы. С 1956 по 1958 г. был генеральным музыкальным директором Кайзерслаутерна.
В 1930—1940-х гг. Бодарт написал несколько опер, в том числе «Царь-отступник» (нем. Der abtrünnige Zar; 1935), «Испанская ночь» (нем. Spanische Nacht; 1937), «Безрассудный господин Бандолин» (нем. Der leichtsinnige Herr Bandolin; 1940), «Маленькая ошибка» (нем. Kleiner Irrtum; 1949). В послевоенный период в его творчестве преобладали камерные и фортепианные сочинения.
Бодарт был женат на Грете Вельц (* 1904, † 1961).